# Nippon Telegraph and Telephone

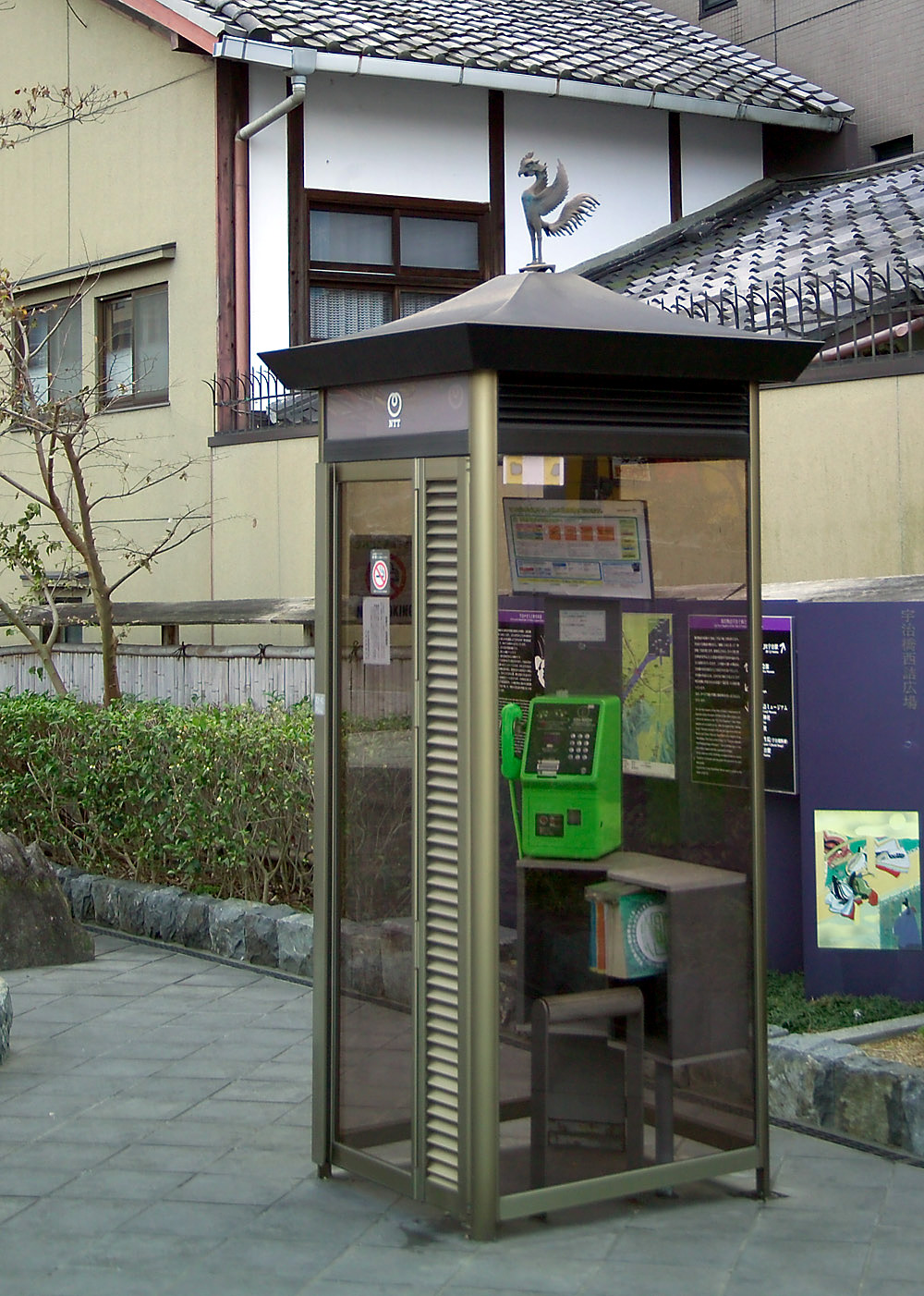
Een NTT-telefooncel

Nippon Telegraph and Telephone Corporation (日本電信電話株式会社, Nippon Denshin Denwa Kabushiki-gaisha), beter bekend als NTT, is een telecomonderneming die de telecommunicatiemarkt in Japan domineert.

## Geschiedenis
NTT werd opgericht in 1953 als een staatsbedrijf onder de naam Nippon Telegraph and Telephone Public Corporation (日本電信電話公社, Nippon Denshin Denwa Kōsha). Het bedrijf had toen een monopoliepositie. In 1985 werd het bedrijf klaargemaakt voor een privatisering om concurrentie in de telecommarkt aan te moedigen. Desondanks is NTT nog steeds de marktleider in Japan.
In februari 1987 kreeg NTT een beursnotering op de beurs van Tokio. De notering op de London Stock Exchange werd in maart 2014 gestaakt, het einde van de notering op de New York Stock Exchange volgde in april 2017. De Japanse overheid heeft nog altijd ongeveer een derde van de aandelen NTT in handen. In Japan maakt het bedrijf deel uit van de aandelenindices Nikkei 225 en TOPIX.

## Dochterondernemingen
De holding NTT bestaat uit vijf grote dochterondernemingen:

#### Regionale telefoonmaatschappijen
- NTT East; 100% van de aandelen in handen van NTT
- NTT West; idem

Deze traditionele telefoonactiviteiten, via vaste lijnen, vertegenwoordigd een kwart van de omzet. 

#### Mobiele telefoondiensten
- NTT DOCOMO; deze dochteronderneming is actief op het gebied van mobiele telefonie. Het is marktleider in Japan met een marktaandeel van 42% gevolgd door KDDI (31%) en SoftBank (25%). NTT had een aandelenbelang van 66,2% per 31 maart 2020 in de beursgenoteerde dochter. In september 2020 deed het een bod op de aandelen die het nog niet in bezit had, het bod had een waarde van 4250 miljard yen (ca. US$ 40 miljard).[3] In november 2020 werd de transactie afgerond en is NTT weer de enige aandeelhouder in NTT DOCOMO. In het gebroken boekjaar tot 31 maart 2021 is NTT DOCOMO met een aandeel van 40% in de totale omzet de grootste activiteit en is goed voor de helft van het bedrijfsresultaat.

#### Internationale communicatiediensten
- NTT Communications Corporation, hierin zijn de internationale telefoonactiviteiten ondergebracht.

#### Datacommunicatie
- NTT DATA Corporation; NTT heeft hierin een aandelenbelang van 54%.